# 구문권
구문권(求問權)은 민사소송법상 인정된 권리로 변론 중에, 상대방의 진술의 취지가 불명확한 점을 확인하기 위하여 재판장에게 필요한 질문을 요구할 수 있는 권리(민사소송법 136조 3항)를 말한다.

## 참고 문헌
- 조상희, 『법학전문대학원 민사소송법 기본강의』. 한국학술정보(주), 2009. ISBN 9788953423077

## 같이 보기
- 석명권